# Ritornello
In musica il ritornello o inciso o, con un anglicismo, chorus, è una parte di una composizione, strumentale o più spesso vocale, ripetuta più volte alternata alle strofe e in genere caratterizzato da un motivo particolarmente orecchiabile.

## Nella musica leggera
Il ritornello è presente in molti brani musicali pop o rock. Normalmente è associato alla frase musicale più orecchiabile, e la sua efficacia gioca un ruolo fondamentale nel successo di un brano di musica leggera. Di solito viene posto in evidenza anche da contrasti marcati con la strofa, che possono includere elementi melodici, ritmici, armonici e lirici; la strumentazione stessa può essere arricchita nel ritornello per conferirgli maggiore enfasi. Il ritornello può essere reso più interessante introducendo varianti melodiche e liriche fra le diverse ripetizioni. Tuttavia, tali variazioni non devono pregiudicare la riconoscibilità del ritornello stesso; per esempio, potrebbero essere modificate le parole, preservando però la struttura delle rime. Talvolta, le variazioni del ritornello hanno lo scopo di descrivere l'evolvere di una trama; un esempio particolarmente evidente si trova nel brano Duchess dei Genesis (dall'album Duke), che racconta la storia di una musicista dalle prime aspirazioni fino al declino:
And she dreamed that every time that she performed / everyone would cry for more ("e sognava che ogni volta che si fosse esibita / tutti avrebbero chiesto che continuasse")
But now everytime that she performed / oh everybody cried for more ("e ora ogni volta che si esibiva / tutti chiedevano che continuasse")
And then there was the time that she performed / when nobody called for more ("e poi venne il tempo che ogni volta che si esibiva / nessuno chiedeva che continuasse")
Nella musica pop e rock il pattern predominante di alternanza strofa-ritornello è probabilmente "S-S-R-S-R-S"; lo si ritrova in classici come Yesterday dei Beatles. Strutture più semplici, come ripetizioni S-R-S-R-..., sono più frequenti nella musica folk (un esempio in questo senso è Knockin' on Heaven's Door di Bob Dylan). Le forme di art rock in cui la struttura convenzionale della canzone è stata abbandonata in favore di strutture più ricercate, spesso mantengono il concetto di ritornello o lo presentano in forma rielaborata; un esempio è il brano Close to the Edge degli Yes, in cui rimane riconoscibile un ritornello seppure con parole, melodia e ritmo di volta in volta modificati.
In alcuni casi, specialmente nelle ballate, il ritornello può essere intercalato fra i diversi versi di una strofa anziché trovarsi alla fine di quest'ultima; questa struttura, come la ripetizione S-R, è più ricorrente nella musica tradizionale che in quella moderna. Un esempio è la ballata inglese:
There lived a lady by the North Sea shore,
Lay the bent to the bonny broom
Two daughters were the babes she bore.
Fa la la la la la la la.
As one grew bright as is the sun,
Lay the bent to the bonny broom
So coal black grew the other one.
Fa la la la la la la la.

## Nel jazz
Nella musica jazz il ritornello, indicato come chorus o giro, comprende normalmente l'intera forma (che è spesso quella AABA dello standard in 32 battute o la forma blues tradizionale). Per questo motivo è usato come unità di misura dell'evoluzione del brano  in frasi come "4 chorus di assolo". Nelle composizioni per Big band, il nome "shout chorus" (chorus urlato) viene dato al chorus che rappresenta il vertice musicale del brano. Si tratta di uno degli ultimi chorus (spesso l'ultimo) in cui l'orchestra impiega un vasto campionario di virtuosistici e di variazione tematiche e dinamiche intese ad incrementare  
la tensione e l'eccitazione del brano.

## Nella metrica
Nella metrica italiana delle origini il ritornello, detto anche tornello, consiste in un verso o un insieme di versi che concludono uno schema. Si può così ottenere un sonetto ritornellato, un serventese ritornellato, la ripresa di una ballata.
Nel significato moderno il ritornello è una parte di testo di uno o più versi, che "ritorna", cioè che si ripete identica (o quasi) più volte; generalmente in un componimento strofico è ripetuto dopo ogni strofa.
Nella metrica greca e latina prende il nome di efimnio.